# Margarida de Mèdici
Margarida de Mèdici (Florència, Gran Ducat de Toscana, 31 de maig de 1612 - Parma, Ducat de Parma, 6 de febrer de 1679) fou una princesa florentina que va esdevenir duquessa consort de Parma i regent del mateix l'any 1646.
Margarida va néixer el 1612 a la ciutat de Florència, capital del Gran Ducat de Toscana, sent filla del duc Cosme II de Mèdici i Maria Magdalena d'Àustria. Fou neta per línia paterna de Ferran I de Mèdici i Cristina de Lorena, i per línia materna de Carles II d'Àustria i Maria Anna de Baviera.
Es casà l'11 d'octubre de 1628 a la catedral de Florència amb el duc Odoard I de Parma, fill de Ranuccio I de Parma i de Margarida Aldobrandini. D'aquesta unió nasqueren:
- Caterina Farnese (1629)
- Ranuccio II de Parma (1630-1694), duc de Parma, casat primer amb Margarida Violant de Savoia, després amb Isabel d'Este i finalment amb Maria d'Este, germana d'Isabel
- Maria Magdalena Farnese (1633-1693)
- Alexandre Farnese (1635-1689), governador dels Països Baixos (1680-1682)
- Horaci Farnese (1636-1656)
- Maria Caterina Farnese (1637-1684), religiosa
- Maria Magdalena Farnese (1638-1693)
- Pere Farnese (1639-1677)
- Octavi Farnese (1641)

El matrimoni entre Margarida i Odoard fou plantejat per Ranuccio I de Parma per tal d'enfortir l'aliança entre el Ducat de Parma i el Gran Ducat de Toscana, i si bé el prometatge s'establí el 1620 el casament no es realitzà fins al 1628.
Regent de la ciutat de Piacenza el 1635, a la mort del seu espòs, ocorreguda el 1646, fou nomenada regent del ducat en nom del seu fill. Aquest càrrec fou exercit fins a l'any següent juntament amb Francesc Maria Farnese, oncle de l'infant.
Margarida de Mèdici morí el 1679 a la seva residència de Parma.